# Tolna strandi
Tolna strandi är en fjärilsart som beskrevs av Felix Bryk 1915. Tolna strandi ingår i släktet Tolna och familjen nattflyn. Inga underarter finns listade i Catalogue of Life.